# Super 6 (Baseball- und Softballturnier)
Der Super 6 ist ein Baseball- und Softballturnier, in dem die sechs besten europäischen Nationalmannschaften beider Sportarten jeweils gegeneinander antreten. Das Turnier wird von der World Baseball Softball Confederation Europe ausgerichtet. Die Eröffnungssaison des Super 6 fand vom 18. bis 23. September 2018 im niederländischen Hoofddorp statt.

## Hintergrund
Die Grundlage für die Einführung des Super 6 als Top-Turnier im europäischen Baseball war die Gründung des WBSC Europe, der europäischen Abteilung der World Baseball Softball Confederation am 10. Februar 2018. Dabei wurden die Vorgängerorganisationen Confederation of European Baseball (CEB) und European Softball Federation (ESF), die bis dahin für die Organisation des europäischen Baseball und Softball zuständig waren, unter dem Dach des Weltverbandes zusammengeführt. Dies wurde auf der jährlichen Konferenz der Landesverbände vom 9. bis 10. Februar 2018 in Val d’Europe, Frankreich, beschlossen. Auf derselben Konferenz wurde auch der Super 6 als neues europäisches Top-Event vorgestellt.

## Qualifikation

### Baseball
Im Baseball nehmen die sechs bestplatzierten Nationalmannschaften der vorangegangenen Baseball-Europameisterschaft teil.

### Softball
Im Softball nehmen die sechs bestplatzierten Nationalmannschaften der vorangegangenen Softball-Europameisterschaft teil.

## Teilnehmer der Saison 2018
Für den Super 6 qualifizierten sich die jeweils sechs bestplatzierten Nationen der vorangegangenen Baseball- und Softball-EM. Beim Super 6 2018 waren dies folgende Teams:
| Baseball    | Softball       |
| ----------- | -------------- |
| Niederlande | Niederlande    |
| Spanien     | Italien        |
| Italien     | Großbritannien |
| Deutschland | Russland       |
| Tschechien  | Griechenland   |
| Belgien     | Tschechien     |

## Medaillenspiegel

### Baseball
| Rang | Nation      | Gold | Silber | Bronze |
| ---- | ----------- | ---- | ------ | ------ |
| 1.   | Niederlande | 1    | 0      | 0      |
| 2.   | Italien     | 0    | 1      | 0      |
| 3.   | Spanien     | 0    | 0      | 1      |
| 4.   | Belgien     | 0    | 0      | 0      |
| 5.   | Tschechien  | 0    | 0      | 0      |
| 6.   | Deutschland | 0    | 0      | 0      |

### Softball
| Rang | Nation         | Gold | Silber | Bronze |
| ---- | -------------- | ---- | ------ | ------ |
| 1.   | Tschechien     | 1    | 0      | 0      |
| 2.   | Italien        | 0    | 1      | 0      |
| 3.   | Großbritannien | 0    | 0      | 1      |
| 4.   | Niederlande    | 0    | 0      | 0      |
| 5.   | Griechenland   | 0    | 0      | 0      |
| 5.   | Russland       | 0    | 0      | 0      |

## Übertragungsrechte
Die Übertragung des Super 6 wurde von dem tschechischen Sport-Streaminganbieter Playo TV übernommen. Der Livestream war sowohl über die Homepage des Super 6 als auch über Baseballsoftball.TV, die Videoplattform des WBSC Europe, abrufbar.